# Khantora
Khantora é uma vila no distrito de Haora, no estado indiano de Bengala Ocidental.

## Demografia
Segundo o censo de 2001, Khantora tinha uma população de 5773 habitantes. Os indivíduos do sexo masculino constituem 50% da população e os do sexo feminino 50%. Khantora tem uma taxa de literacia de 77%, superior à média nacional de 59,5%: a literacia no sexo masculino é de 82% e no sexo feminino é de 72%. Em Khantora, 9% da população está abaixo dos 6 anos de idade.